# Martinez, Georgia
Martinez är en ort (CDP) i Columbia County, i delstaten Georgia, USA. Enligt United States Census Bureau har orten en folkmängd på 35 795 invånare (2010) och en landarea på 37,6 km².